# Partei des Bürgerwillens
Die Partei des Bürgerwillens (mongolisch Иргэний Зориг Нам, Irgenii Dsorig Nam) ist eine politische Partei in der Mongolei, die im März 2000 gegründet wurde. 
Die derzeitige Vorsitzende ist Sandschaasürengiin Ojuun. Der Parteiname ist eine Reverenz an deren Bruder, Sandschaasürengiin Dsorig, einen der Anführer der Demokratiebewegung von 1990. Zorig wurde 1998 ermordet. Für die Mongolischen Parlamentswahlen 2000 ging die Partei des Bürgerwillens ein Wahlbündnis mit der Grünen Partei ein und gewann einen der 76 Sitze im mongolischen Parlament, dem Großen Staats-Chural. 2008 schloss sie sich mit der Mongolischen Nationalen Einheitspartei zusammen. Bei folgenden Parlamentswahlen gewannen die Grüne Partei und die Partei des Bürgerwillenseinen jeweils einen der 76 Sitze im mongolischen Parlament, dem Großen Staats-Chural. Sie vertritt einen liberalen Konservatismus und sah sich in Opposition zur reformkommunistischen MRVP, die die politische Landschaft der Mongolei bisher dominierte. Im Jahre 2012 verschmolz sie mit der Grünen Partei, änderte ihren Namen in Grüne Partei des Bürgerwillens (Иргэний Зориг–Ногоон Нам, Irgenii Zorig–Nogoon Nam) und hatte dadurch zwei Sitze im Parlament. Nach dem Wahlsieg der Demokratischen Partei im Juni 2012 wurde die neue Partei dritter Partner im neuen Regierungsbündnis. Bei der Parlamentswahl 2016 erlitt sie erhebliche Stimmenverluste und ist seitdem nicht mehr im Parlament vertreten.